# Uniunea Vamală a Africii de Sud

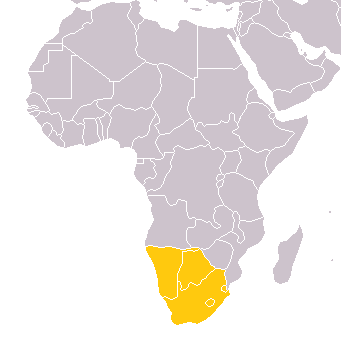
Statele SACU

Uniunii Vamale Sud-Africane (SACU) este o uniune vamală între cinci țări ale sudul Africii. 

## Istoric
SACU este cea mai veche uniune vamală din lume.  A apărut în 1910 ca un acord între Uniunea Africii de Sud și Teritoriile Înaltului Comisariat ale Bechuanaland, Basutoland și Swaziland. După stabilirea independenței acestor teritorii, înțelegerea a fost actualizată și pe 11 decembrie 1969 a fost relansată sub numele de SACU, prin semnarea unui acord între Africa de Sud, Botswana, Lesotho and Swaziland. Noua uniune a intrat oficial în folosință pe 1 martie 1970. După obținerea independenței în 1990, Namibia a intrat în SACU ca al cincinea membru.
Din 2007, Secretarul Executiv al SACU este Dna. Tswelopele C. Moremi.

## Funcții și organizare
În Uniunii Vamale Sud-Africane au loc întâlniri anuale pentru a se discuta diferite aspecte ale înțelegerii. De asemenea, sunt comisii tehnice, precum Comisia Tehnică Vamală, Comisia Tehnică a Comerțului și Industriei și Sub-comisia Ad hoc de Agricultură, care se întâlnesc de trei ori pe an.
Scopul ei este de a menține schimbul gratuit de bunuri între țările membre. Se prevede un tarif extern comun și o acciză comună. Toate aceste încasări intră în Fondurile Sud-Africane de Venit. Venitul este împărțit între țările membre conform unei formule descrise în acord. Africa de Sud este proprietara acestui fond. Astfel, doar partea celorlalte țări membre este calculată, Africii de Sud revenindu-i restul.

## Ultimele modificări și structura actuală
După formarea Guvernului Uniunii Naționale a Africii de Sud în Aprilie 1994, statele membre au decis ca acordul să fie renegociat pentru a democratiza SACU, pentru a se adresa necesităților statelor membre mai eficient.
Cu acestea în gând, Ministerele Comerțului și Industriei ale celor cinci țări membre s-au întâlnit în Pretoria pe 11 noiembrie 1994 pentru a renegocia acordul din 1969. Aceștia au numit Echipa de Lucru a Uniunii Vamale (CUTT) care, după numeroase întâlniri, au făcut progres în renegocierea acordului.
La întâlnirea Ministerelor Comerțului și Departamentelor de Finanțe ale celor cinci membrii, pe data de 5 septembrie 2000 în Centurion, Pretoria, aceștia au ajuns la un consens cu privire la principiile de baza pentru o reformă instituțională în SACU.
A fost decis ca structura administrativă să fie următoarea:
Consiliul Ministerelor: O grupare reprezentată de câte un Ministru din fiecare stat membru. Va fi unitatea decizională supremă a SACU și se vor întâlni de patru ori pe an. Deciziile vor fi luate doar prin consens.
Comisia: Corp administrativ compus din Oficiali Seniori, trei Comitete Tehnice de Legătură și un Comitet al Agriculturii.
Tribunalul: Un corp independent de experți. Va raporta direct Consiliului de Ministere. Tribunalul va fi responsabil de stabilirea tarifurilor și mecanismul anti-depozitare.
Secretariatul: Responsabil pentru operațiile de zi cu zi ale fondului. Este susținut din fondul de venit. Locația lui va fi stabilită de către Oficialii Seniori.
De asemenea, Miniștrii SACU au fost de acord ca împărțirea veniturilor să fie calculată folosind următoarele componente principale: 
1. o porțiune din fondurile vamale;
2. o porțiune din fondurile de accize; și
3. o porțiune din componenta de dezvoltare.

A mai fost decis ca aceste trei componente să fie distribuite după cum urmează: 
Componenta vamală ar trebui să fie alocată după procentul fiecărei țări din totalul comerțului intra-uniune.
Componenta de acciză, un net al componentei de dezvoltare, ar trebui alocată pe baza Produsului Intern Brut. Componenta de dezvoltare ar trebui să fie 15% din fondul total de accize și distribuită tuturor statelor membre ale SACU conform inversului PIB/capital.
Deși Uniunea Vamală Sud-Africane și Asociația Europeană a Liberului Schimb au obținut un acord, pe 1 iulie 2006, negocierile lor cu Statele Unite au stagnat.